# جيرهارد ماير
جيرهارد ماير (بالألمانية: Gerhard Meyer) (و. 1915 – 2002 م) هو ممثل، من ألمانيا، ولد في كيمنتس، توفي في كيمنتس، عن عمر يناهز 87 عاماً.

## جوائز
حصل على جوائز منها:
- ترتيب الاستحقاق الوطني الذهبي
- الجائزة الوطنية لجمهورية ألمانيا الديمقراطية.

## وصلات خارجية
- جيرهارد ماير على موقع IMDb (الإنجليزية)
- جيرهارد ماير على موقع قاعدة بيانات الأفلام السويدية (السويدية)
- جيرهارد ماير على موقع كينوبويسك (الروسية)